# Henricus Franciscus Wiertz

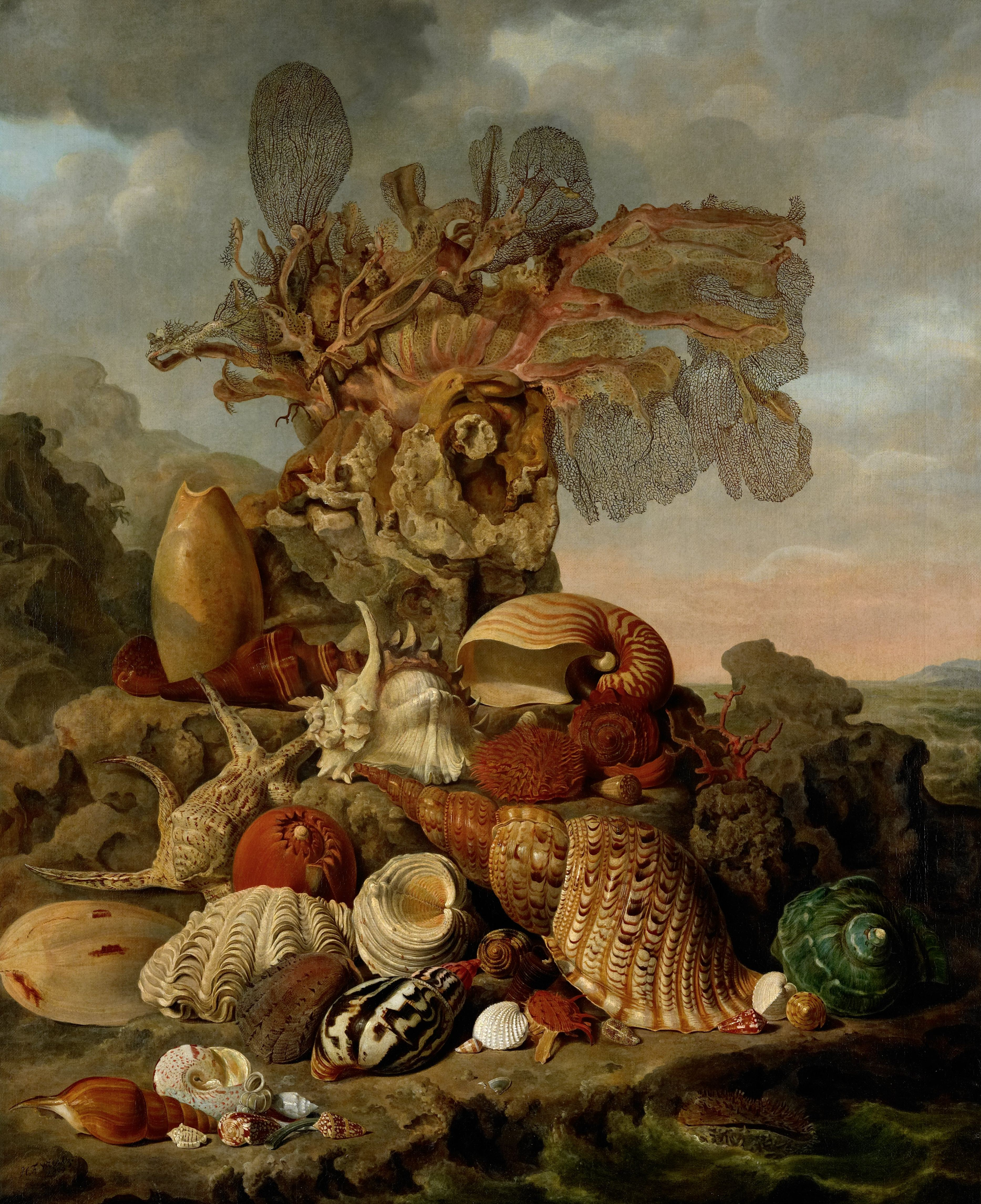
Muscheln und Meeresfrüchte

Henricus Franciscus Wiertz (* 7. Oktober 1784 in Amsterdam; † 7. Juni 1858 in Nijmegen) war ein niederländischer Genre-, Stillleben- und Landschaftsmaler sowie Lithograf.
Henricus Franciscus Wiertz war Schüler von Jacobus Johannes Lauwers (1753–1800), Johannes Pieter de Frey (1770–1834) und später von Pieter Pietersz Barbiers (1749–1842). Er arbeitete bis 1810 in Amsterdam und ging dann nach Nimwegen.
Anfangs malte er Genreszenen und auch Stillleben (mit Muscheln) und später beschäftigte sich immer mehr mit der Landschaftsmalerei. Er hat auch viele Zeichnungen und Steinzeichnungen gemacht.
Er bildete den Zeichner, Radierer und Aquarellisten Christiaan Wilhełmus Moorrees (1811–1867) aus.